# Lerista clara
Lerista clara là một loài thằn lằn trong họ Scincidae. Loài này được Smith & Adams mô tả khoa học đầu tiên năm 2007.